# Giovanni l'Armeno
Giovanni l'Armeno (... – dicembre 533) è stato un generale bizantino dell'Impero romano d'Oriente.

## Biografia
Servì come generale nella guerra Vandalica sotto il generale Flavio Belisario.
Giovanni era l'optio di Belisario. Prima di raggiungere Ad Decimum, diede cento dei suoi migliori uomini sotto il comando dell'uomo, con l'ordine di avanzare e segnalare i movimenti nemici.
Ebbe sotto il suo comando l'avanguardia bizantina durante la battaglia di Ad Decimum. Fu lui a uccidere Ammata, il fratello del re vandalo Gelimero. Giovanni combatté con l'esercito bizantino durante la successiva battaglia di Ticameron
Dopo la vittoria bizantina, Belisario gli ordinò di inseguire Gelimero, affidandogli 200 cavalieri, per catturarlo, vivo o morto. Dopo cinque giorni di inseguimento, Giovanni era quasi in procinto di cattura il re vandalo, ma fu accidentalmente ucciso da Uliaris, una delle guardie del corpo personali di Belisario. La guardia, dedita all'alcolismo, il sesto giorno dell'inseguimento si ubriacò. Mentre stava cavalcando assieme a Giovanni, vide un uccello sopra il ramo di un albero, e volendo ucciderlo, scagliò una freccia contro il volatile. Purtroppo il colpo mancò il bersaglio, che invece trapassò il collo del generale. Inutili furono i tentativi di curare il generale. La sua morte, secondo lo storico bizantino Procopio, fu sofferta molto in tutto l'impero, tanto che Belisario pagò la manutenzione e le riparazioni della sua tomba.